# Elacatis planatus
Elacatis planatus es una especie de coleóptero de la familia Salpingidae.

## Distribución geográfica
Habita en México.